# Abdoulaï Demba
Abdoulaï Demba (né le 2 novembre 1976 à Anvers) est un footballeur malien. 
Il évolue habituellement comme attaquant.

## Carrière
Abdoulaï Demba joue successivement dans les équipes suivantes : K Beerschot VAC, Al Khaleej Club, KV Ostende, Yeovil Town, KV Ostende, SC Eendracht Alost, Ethnikos Asteras, Stade lavallois, IR Tanger, MAS Fès et KSC City Pirates.
Il compte plusieurs sélections en équipe du Mali de football, entre 1997 et 2006. Il participe à la Coupe d'Afrique des nations de football 2004. 